# Tóth Péter (politikus)
Tóth Péter (Körmend, 1983. október 30.) magyar politikus, aki egykor nemzeti radikális nézeteket vallott. A Jobbik Magyarországért Mozgalom szegedi és Csongrád megyei elnöke volt. 2010-2014 között megyei önkormányzati képviselő, 2014-től a szegedi közgyűlés tagja. 2023 januárjában csatlakozott A Nép Pártján Mozgalom-hoz.

## Tanulmányai
2002-ben érettségizett a sárvári Tinódi Sebestyén Gimnáziumban, ezt követően település- és területfejlesztő geográfusként végzett a Szegedi Tudományegyetemen.

## Szakmai pályafutása
Egyetemi hallgatóként demográfiát tanított a Szegedi Tudományegyetemen. Később számos kutatáson keresztül vizsgálta Szeged és térségének társadalmi, gazdasági folyamatait, tapasztalatra tett szert a pályázatírásban és a piackutatásban is.

## Politikai pályafutása
A 2006-os események részét képező szegedi utcai megmozdulások egyik fő szervezője volt.
2006 óta a Jobbik szegedi alelnöke, majd 2007-től elnöke. A 2007-ben megalakult Magyar Gárda alapító tagja, majd megyei szervezője. 2008 óta a Jobbik Csongrád megyei elnöke.
A 2010-es országgyűlési választáson a Csongrád megyei 2. választókerületben indult és 9,85%-os eredménnyel a 3. helyen végzett. A párt országos listájának 102., a megyei lista 3. helyén szerepelt.
2010-ben megyei önkormányzati képviselővé választották. A Pénzügyi és Gazdasági Bizottság tagja, a jobbikos képviselőcsoport vezetője.
2013-ban a cigánysággal való együttélés problematikájának vizsgálatára a Jobbik szegedi szervezetén belül létrehozta az Élettér Munkacsoportot, és kezdeményezte az Életünk tere Egyesület megalakítását. 2014-ben tiltakozást szervezett a Kiss-Rigó László megyés püspök által tervezett kiskundorozsmai roma lakópark megépítése ellen.
A 2014-es országgyűlési választáson a Csongrád megyei 2. választókerületben indult és 15,44%-os eredménnyel a 3. helyen végzett. A párt országos listáján a 33. helyen szerepelt.
A 2014-es európai parlamenti választáson a Jobbik listájának 22. helyén szerepelt.
A 2014-es önkormányzati választáson a Jobbik szegedi polgármester-jelöltje volt. 3,29%-os eredménnyel a harmadik helyet szerezte meg.
A 2018-as országgyűlési választáson a Csongrád megyei 1. választókerületben indul. A párt országos listáján az 58. helyen szerepelt.
A 2019-es önkormányzati választáson az Összefogás Szegedért Egyesület kompenzációs listáján szerepelt, de nem szerzett mandátumot. 
A 2021-es magyarországi ellenzéki előválasztáson a Csongrád-Csanád megyei 2. sz. országgyűlési egyéni választókerületben indul a Jobbik színeiben, a DK támogatásával.
2023 januárjában csatlakozott a Jakab Péter vezette A Nép Pártján Mozgalom-hoz.

## Családja
Nős, felesége Tóthné dr. Rosta Judit Mária, a Szegedi Tudományegyetem Élettani Intézetének kutató biológusa. Gyermekeik: Péter Álmos, Lelle Mária és Villő Borbála.